# Cerdistus australasiae
Cerdistus australasiae là một loài ruồi trong họ Asilidae. Cerdistus australasiae được Schiner miêu tả năm 1868. Loài này phân bố ở miền Australasia.